# Samuel de Champlain
Samuel de Champlain, född cirka 1580 i provinsen Saintonge, död 1635 i staden Québec, var en fransk upptäcktsresande och administratör. Han gjorde flera upptäcktsfärder i det som idag är östra Kanada och nordöstra USA, medverkade till att öppna Nordamerika för fransk pälshandel och grundade staden Québec.

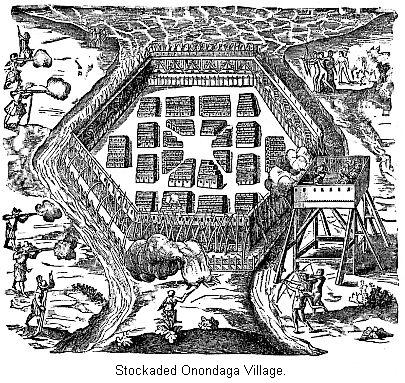
Samuel de Champlain genomförde 1615 en misslyckad attack mot en irokesisk by tillhörande Onodaga-stammen, vilket är avbildat på denna samtida gravyr.

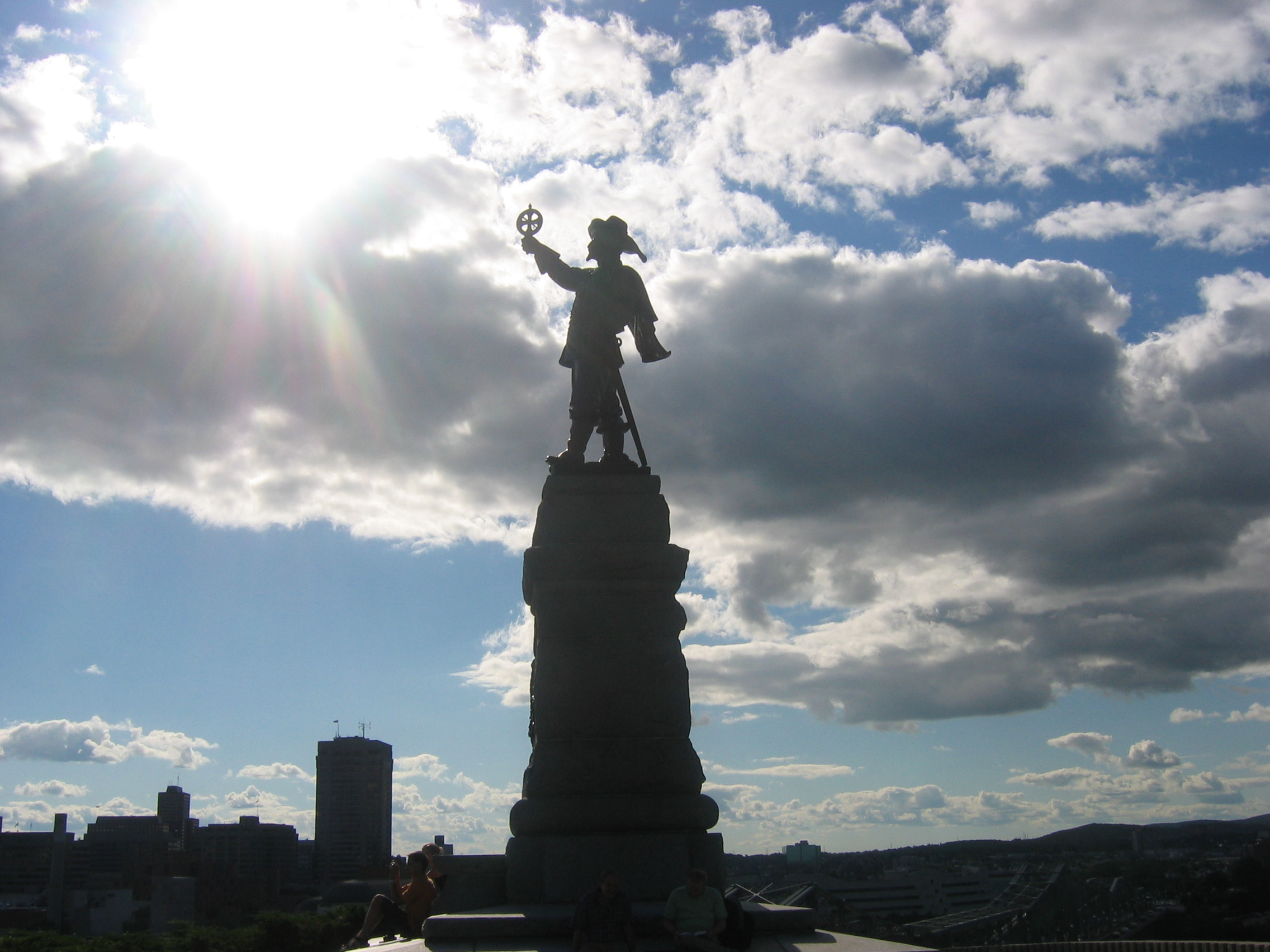
Staty över Samuel de Champlain i Ottawa.

## Biografi
Samuel de Champlain växte upp i hamnstaden Brouage (idag Hiers-Brouage) på Frankrikes västkust, där han också kan ha fötts. Han tjänstgjorde 1599–1601 på flera skepp som förde spanska trupper till Mexiko. Efter hemkomsten utnämndes han till chef för en rad franska expeditioner. Hans första resa till Nordamerika var 1603, då han seglade längs New Englands och Acadias kuster och kartlade Saint Lawrencefloden. De följande åren deltog han i försök att grunda kolonier vid Saint Croix Island i Bay of Fundy och Chatham på Cape Cod. Han grundade en bosättning vid Quebec 1608. Han utforskade rivière des Iroquois (idag Richelieufloden), kartlade Champlainsjön och reste längs Ottawafloden. Via Nipissingsjön och rivière des Français nådde han fram till Huronsjön. Från 1620 och framåt ägnade han sig främst åt administration.
De politiska förvecklingarna i Europa medförde 1629 att Quèbec belägrades av en överlägsen brittisk styrka, och Champlain måste kapitulera. Efter att kolonin återerövrats av Frankrike var det Champlain som lät återuppbygga den.